# بنجامین سالزبری
بنجامین دیوید سالزبری (انگلیسی: Benjamin David Salisbury؛ زادهٔ ۱۹ اکتبر ۱۹۸۰) یک هنرپیشه، و بازیگر سینما اهل ایالات متحده آمریکا است.
او در فیلم کاپیتان ران بازی کرده‌است.